# Bernardino Licinio

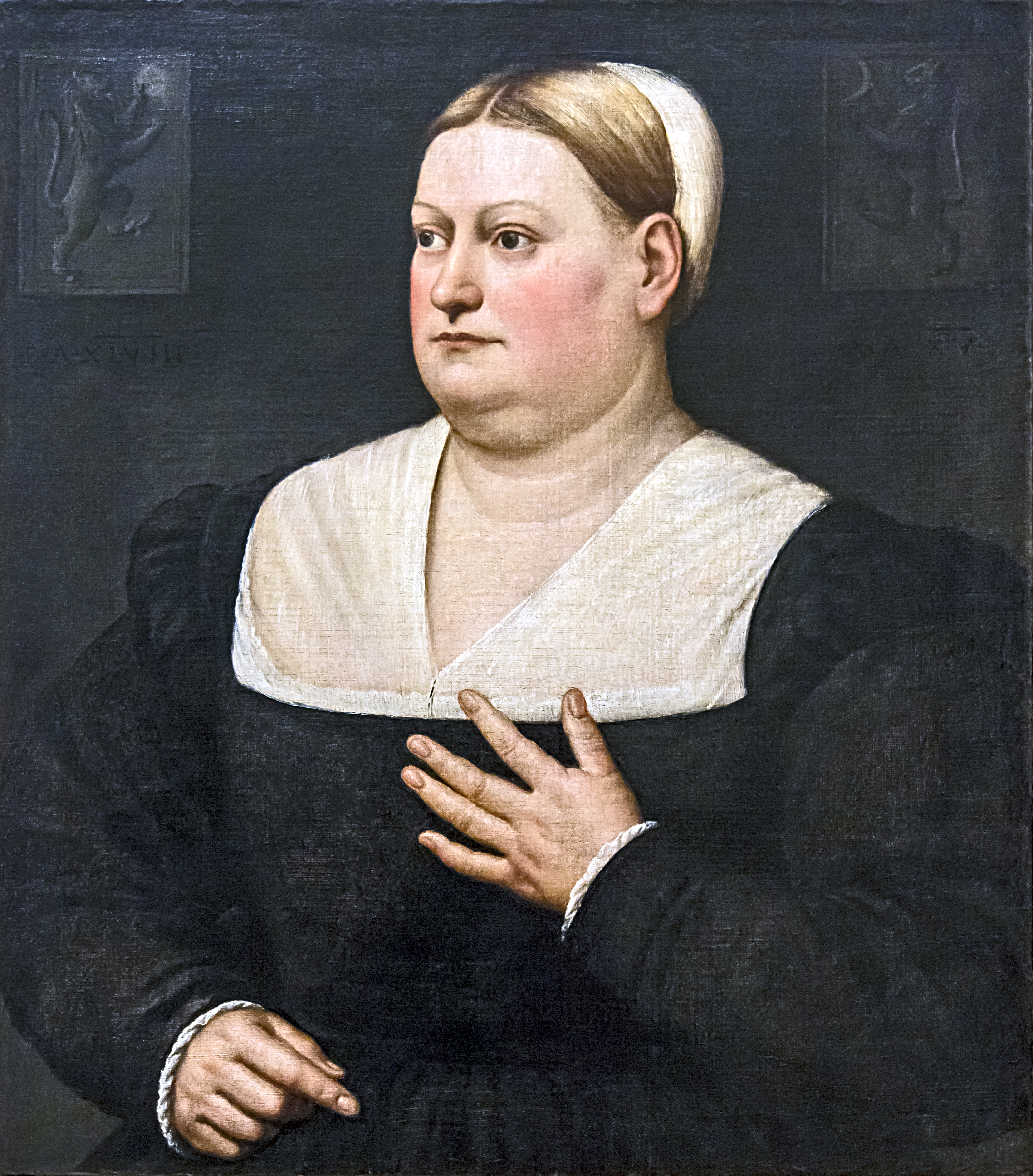
Portrait de dame, Gallerie dell'Accademia de Venise.

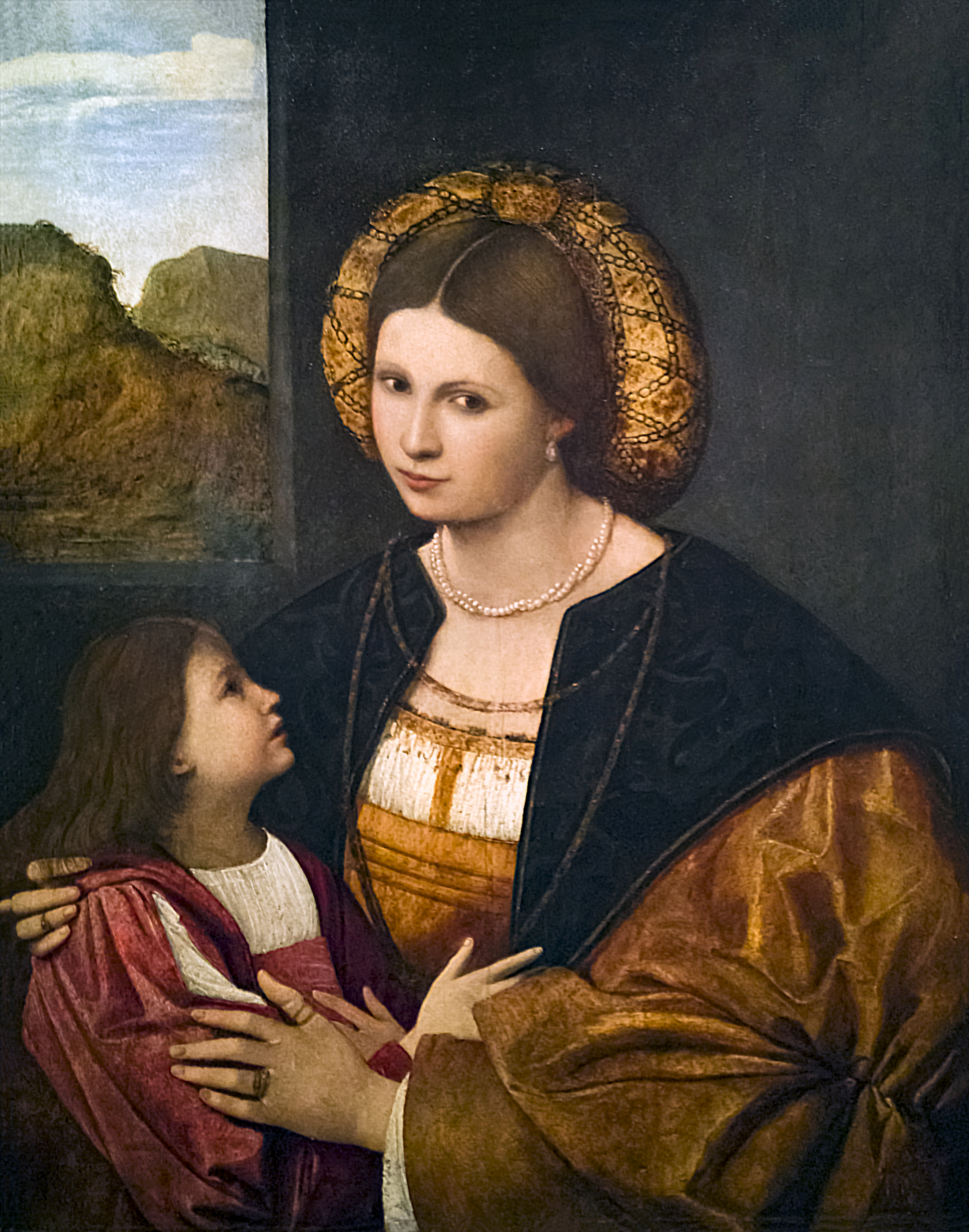
Portrait d'une dame de qualité avec son fils, Ca' Rezzonico Venise

Bernardino Licinio, né à Venise en 1485 et mort après 1549, est un peintre vénitien de la haute Renaissance de l'école vénitienne, spécialisé dans les portraits et tableaux religieux, principalement actif à Venise et en Lombardie. 

## Biographie
Bernardino Licinio faisait partie d'une famille d'artistes, originaire de Poscante, une frazione de Bergame. Il fit son apprentissage auprès du Pordenone. Comme d'autres peintres provinciaux, il trouva sa place à Venise en se spécialisant dans les portraits (de famille par exemple) ou dans les sujets profanes avec personnages en buste.
Sa première œuvre datée est de 1522, quand il avait atteint ses 37 ans. La profusion de ses œuvres date des années 1530, un indice du succès croissant de l'artiste.
L'année de sa mort n'est pas connue : sa dernière œuvre datée est de 1546 et le dernier document le mentionnant de 1549.
Il a formé son neveu Giulio Licinio (1527-1584). Son frère Arrigo (père de Giulio) a été aussi un peintre tout comme son autre frère  Fabio et son autre neveu Gian Antonio (frère de Giulio).

## Œuvres
- La Jeune femme allongée (1510), huile sur toile, 80 × 154 cm, Florence, musée des Offices[2].
- Vierge à l'Enfant avec saint Joseph et une femme martyre (1510-1530), Londres, National Gallery.
- Allégorie de l'amour (1520), Milan, Koelliker Collection.
- Portrait de femme (1522), Budapest, musée de Budapest.
- Résurrection (1528)[réf. nécessaire].
- Stefano Nani (portrait) (1528), Londres, National Gallery.
- Sculpteur avec cinq apprentis (1530) (portrait), château d'Alnwick, collection du duc de Northumberland.
- Conversation sacrée avec donateur (1532), musée de Grenoble.
- Arrigo Licinio et sa famille (1535)(détail de portrait), Rome, Galerie Borghese.
- Vierge avec l'Enfant en majesté avec saint Marc, saint François, saint Bonaventure, sainte Claire, saint Jean-Baptiste, saint Antoine, saint Louis de Toulouse et saint André (1535), bois, 280 × 190 cm, Venise, église Santa Maria Gloriosa dei Frari. Cette œuvre présente les principaux protagonistes de l'ordre franciscain, mais c'est surtout une galerie de portraits naturalistes, pleine de bonhommie[3].
- Martyrs franciscains, Venise, église Santa Maria Gloriosa dei Frari.
- Portrait d'une dame de qualité avec son fils , Ca' Rezzonico Venise
- Sainte Famille avec Marie-Madeleine[réf. nécessaire].
- Vierge à l'Enfant avec saint François, Florence, galerie des Offices.
- Portrait d'une Dame, Londres, Courtald Gallery.
- Adoration des bergers[réf. nécessaire].
- Portrait de dame en robe rouge (1540) Musées civiques de Pavie[4]
- Portrait d'un Ferramosca, Vicence, musée de Vicence.
- Portrait d'un jeune homme avec un crâne, Oxford, Ashmolean Museum.
- Portrait de l'architecte Sebastiano Serlio, huile sur toile, Wurtzbourg, Martin von Wagner Museum.